# Chronogaster chilensis
Chronogaster chilensis är en rundmaskart som beskrevs av Raski och Maggenti 1984. Chronogaster chilensis ingår i släktet Chronogaster och familjen Leptolaimidae. Inga underarter finns listade i Catalogue of Life.